# Brian Zoubek
Brian Henry Zoubek (Haddonfield, 6 aprile 1988) è un ex cestista statunitense.

## Palmarès
- Campione NCAA (2010)